# Phil Vickery
Vous lisez un « bon article » labellisé en 2010.

a Compétitions nationales et continentales officielles uniquement.

b Matchs officiels uniquement.
Dernière mise à jour le 12 septembre 2010.
Philip John Vickery, dit Phil Vickery, membre de l'Ordre de l'Empire britannique (MBE), né le 14 mars 1976 à Barnstaple (Angleterre), est un ancien joueur de rugby à XV international anglais. Il évoluait au poste de pilier droit tant en sélection nationale qu'au sein de l'effectif des London Wasps.
Comme joueur du XV anglais, il obtient la victoire lors de la Coupe du monde 2003 en Australie devant les tenants du titre australiens. Capitaine du XV anglais en 2007, il conduit l'équipe qui dispute la Coupe du monde 2007 en France et est vice-champion du monde. Il a l'honneur également de faire partie des Lions lors des tournées 2001 en Australie, 2009 en Afrique du Sud.
Pendant sa carrière en club, il gagne le championnat d'Angleterre en 2001-2002 et en 2007-2008, la coupe d'Angleterre en 2003 et la coupe d'Europe en 2006-2007.
C'est l'un des derniers champions du monde 2003, titulaires lors de la finale, à avoir pris sa retraite internationale, avec l'équipe d'Angleterre.

## Repères biographiques
Philip John Vickery naît le 14 mars 1976 à Barnstaple (Angleterre), dans le comté du Devon. Le père de Philip, est laitier, un fermier. Son grand-père a acheté une ferme de 350 acres quand ses parents se marient. Le jeune Phil doit prendre la suite avant que le rugby l'emporte sur les champs. Il est fier de ses origines, d'être un Cornique. La famille vit à Bude, le jeune Phil est scolarisé à Budehaven School,.
Phil Vickery est marié avec Kate, infirmière vétérinaire, depuis l'été 2006. Le couple a deux enfants, l'aînée est une fille prénommée Megan née en 2005. Ils sont apparus ensemble en 2010 dans un jeu télévisé au bénéfice d'une œuvre de charité. Ils vivent à Henley dans l'Oxfordshire.

## Carrière

### Jeunesse et premiers pas
Il manifeste tôt de l'intérêt pour le sport et découvre le rugby à l'âge de 12 ans. Il choisit de continuer le rugby et ne regrette pas son choix puisqu'il rencontre vite le succès en jouant pour Bude, puis Redruth et les Cornwall Colts. À l'âge de 15 ans, en 1991, il honore sa première sélection nationale dans l'équipe scolaire des moins de 16 ans. À l'âge de 19 ans, en 1995, Richard Hill, ancien demi de mêlée international anglais et entraîneur de Gloucester le convainc de rejoindre l'équipe junior de Gloucester. Il fait ses débuts en senior contre les London Irish.

### Première Coupe du monde
En 1995-1996, Gloucester termine huitième du championnat anglais, il est admis à participer la saison suivante au Challenge européen 1996-1997. Pour le premier match européen de Gloucester le 12 octobre 1996, Phil Vickery est titulaire comme pilier droit face au club d'Ebbw Vale RFC pour une large victoire 59-7 du club anglais. Les matchs s'enchaînent, il participe quatre jours plus tard à la défaite à domicile 10-17 contre Bègles-Bordeaux, puis trois jours après à celle subie à l'extérieur contre Swansea 62-12. Le club anglais pour ses débuts est éliminé au premier tour. Le joueur connaît également des sélections en équipe d'Angleterre des moins de 21 ans.
Le jeune pilier dispute seize matchs en club lors de la saison suivante, le club termine sixième du championnat. La deuxième saison européenne est plus réussie avec cinq victoires en six matchs, Phil Vickery joue quatre rencontres. Le club est qualifié pour les quarts de finale, il s'incline face au Stade français 53-22.
Phil Vickery honore sa première cape internationale en équipe d'Angleterre le 21 février 1998 contre l'équipe du pays de Galles lors du Tournoi des Cinq Nations 1998 lors du premier Tournoi de l'ère Woodward. Il n'a pas encore 22 ans, seulement 34 matchs en équipe première et il vient d'honorer sa première cape avec la réserve de l'équipe nationale 81 jours plus tôt.
Il participe en juin 1998 à la tournée estivale de l'Angleterre. Une grande partie de l'équipe anglaise déclare forfait pour la tournée désastreuse en Australie, Nouvelle-Zélande et en Afrique du Sud, connue comme la « tournée infernale » où l'Angleterre prend une correction 76-0 par les Wallabies,. En quatre matchs que Phil Vickery dispute comme titulaire, les Anglais concèdent 198 points et en marquent 32, perdant donc 76-0 contre les Australiens, 64-22 et 40-10 contre les All Blacks et 18-0 contre les Springboks.
Lors du championnat d'Angleterre 1998-1999, il ne dispute que six matchs avec son club qui ne réussit pas une grande saison, se contentant d'une dixième place. Il joue deux matchs en septembre et octobre. L'absence de résultat vaut à Richard Hill d'être démis de ses fonctions en cours de saison, il est remplacé par Philippe Saint-André. Le jeune pilier de vingt-trois ans joue quatre matchs en fin de saison du 25 avril au 16 mai. Les clubs anglais se sont retirés volontairement de toutes les compétitions européennes cette année-là en signe de protestation contre son organisation.
Durant l'été 1999, Phil Vickery dispute les matchs de préparation pour la Coupe du monde 1999 contre les États-Unis et le Canada. Il est titulaire lors du premier match en Coupe du monde, que l'Angleterre remporte 67-7 face à l'Italie,. Il dispute ensuite le match de poule contre les All Blacks, perdu 30-16. Contre l'Angleterre à 16-16, Jonah Lomu marque l'un des plus beaux essais de la compétition, comme l'attestent Martin Johnson et Philippe Sella. Lomu raffûte Jeremy Guscott venu à son contact puis évite Austin Healey sur un cadrage débordement lancé. À pleine vitesse, il franchit facilement la ligne d'essai malgré le retour de Matt Dawson et Dan Luger dont les placages approximatifs ne l'empêchent pas de marquer un essai de soixante mètres le long de la ligne de touche gauche. Phil Vickery joue le dernier match de poule contre les Tonga, remporté facilement par le XV de la Rose 101-10. À la suite du match de barrage remporté 45-24 face aux Fidji, match que le jeune joueur de Barnstaple ne dispute pas, Phil Vickery et ses coéquipiers jouent en quart de finale contre l'Afrique du Sud. L'Angleterre perd le match 44-21 face aux champions du monde en titre et un Jannie de Beer en verve qui inscrit 34 points,. Les Anglais sortent prématurément de la compétition alors qu'ils évoluent en partie à domicile.

### Deux victoires dans le Tournoi des Six Nations (2000-2002)
Pour la première édition du Tournoi des Six Nations, Phil Vickery joue quatre des cinq matchs de la compétition, remportée par l'Angleterre sans pour autant réaliser le Grand Chelem en raison de la défaite lors du dernier match contre l'Écosse. Gloucester termine troisième du championnat national. Phil Vickery est expulsé lors du match de championnat contre Bath. Il est sélectionné pour les trois matchs internationaux de la tournée de novembre.
Phil Vickery gagne très souvent des rencontres avec l'équipe nationale mais sans titre majeur. Le pilier de Gloucester est devenu titulaire du numéro 3 pour le Tournoi des Six Nations 2001. Après le match d'ouverture, gagné contre le pays de Galles, l'Angleterre bat nettement l'Italie, puis l'Écosse. L'Angleterre remporte tous les matchs du Tournoi, dont celui contre la France que manque le jeune pilier,, si ce n'est celui contre l'Irlande qui est reporté en octobre à la suite d'une épizootie de fièvre aphteuse.
Lors du championnat d'Angleterre 2000-2001, le club de Gloucester termine à la septième place de la phase de championnat et se qualifie pour le Zurich Championship, la phase de play-off introduite pour la première fois dans la compétition. Phil Vickery et ses coéquipiers parviennent en quart de finale contre les London Wasps et s'inclinent 18-6.
Phil Vickery est retenu pour la tournée des Lions de juin en Australie. Le match du Tournoi en retard, joué à Lansdowne Road est gagné par les Irlandais 20-14 en l'absence de Vickery, Lawrence Dallaglio et Martin Johnson,. L'Angleterre et l'Irlande se retrouvent avec le même nombre de victoires mais les Anglais obtiennent le gain du Tournoi à la différence de points marqués. Le jeune pilier retrouve le groupe anglais avec le groupe anglais pour jouer les matchs de novembre contre les Wallabies et les Springboks pour deux victoires 21-15 et 29-9 du XV de la Rose.
Lors du Tournoi des Six Nations 2002, l'Angleterre gagne contre l'Écosse et l'Irlande, puis s'incline contre la France au stade de France. Les Anglais gagnent ensuite leurs deux derniers matchs contre le pays de Galles et l'Italie mais la France remporte le Grand Chelem. Le joueur natif de Barnstaple dispute seulement les matchs contre l'Irlande et la France.
Les Leicester Tigers sont sacrés champions pour la quatrième année de suite après avoir terminé en tête du championnat. Gloucester, troisième de la première phase, est le vainqueur de la Zurich Championship (la phase finale) après avoir battu les Newcastle Falcons, les Sale Sharks et enfin les Bristol Shoguns en finale à Twickenham le 8 juin 2002. Lors du quart de finale, Phil Vickery inscrit un joli essai.
Phil Vickery, 26 ans, est désigné capitaine pour un match contre l'Argentine à Buenos Aires durant l'été 2002, et il participe aux test matchs de novembre où son équipe bat les trois géants de l'hémisphère sud à Twickenham à une semaine d'intervalle : des victoires 31-28 contre les All Blacks, 32-31 contre les Wallabies et 53-3 contre les Springboks. Cette belle série prometteuse à moins d'un an de la Coupe du monde est un message fort envoyé à tous leurs adversaires. Les All Blacks sont notamment battus par les Anglais 28-31, avec la présence de l'ailier Jonah Lomu qui inquiète le XV de la Rose en inscrivant deux essais. Lors d'une action en bout de ligne, après avoir éliminé deux trois-quarts, il échappe à Phil Vickery qui, en tentant de le plaquer, tombe sur les fesses.

### Coupe du monde en 2003, Coupe et finale de championnat

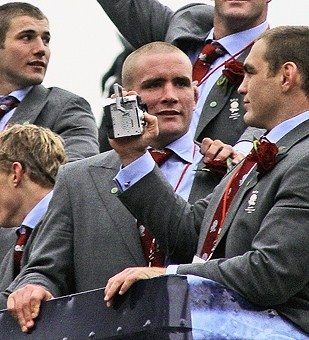
Parade pour Phil Vickery après la victoire de l'Angleterre en Coupe du monde.

Phil Vickery vit sa plus belle année en tant que joueur de la sélection nationale avec la conquête du titre majeur de sa carrière. Il est blessé et absent de l'édition du Tournoi des Six Nations 2003. Il subit sa première intervention au dos et il est de retour le 4 mai 2003 pour la fin de championnat contre Leeds Tykes.
Lors de la saison de championnat d'Angleterre 2002-2003, Gloucester domine la phase de poule et le club termine à la première place avec 15 points d'avance sur le second, avec un bilan de 17 victoires, 2 matchs nuls et 3 défaites. La saison se termine sur une phase finale, les équipes classées deuxième et troisième se rencontrent pour un barrage pour affronter le premier de la phase régulière en finale pour l'attribution du titre. Les London Wasps parviennent en finale en éliminant en demi-finale les Northampton Saints 19-10, et s'imposent largement contre les Cherry and Whites 39-3. La première ligne qui dispute la finale est composée de Phil Vickery, Olivier Azam et Rodrigo Roncero. Vickery compte alors comme autres coéquipiers notables Thinus Delport, Ludovic Mercier, Andrew Gomarsall. Le club de Gloucester a toutefois remporté la Coupe d'Angleterre 2002-2003 le 5 avril 2003 en dominant Northamton 40 à 22. Phil Vickery n'a pas pu jouer ce match. 

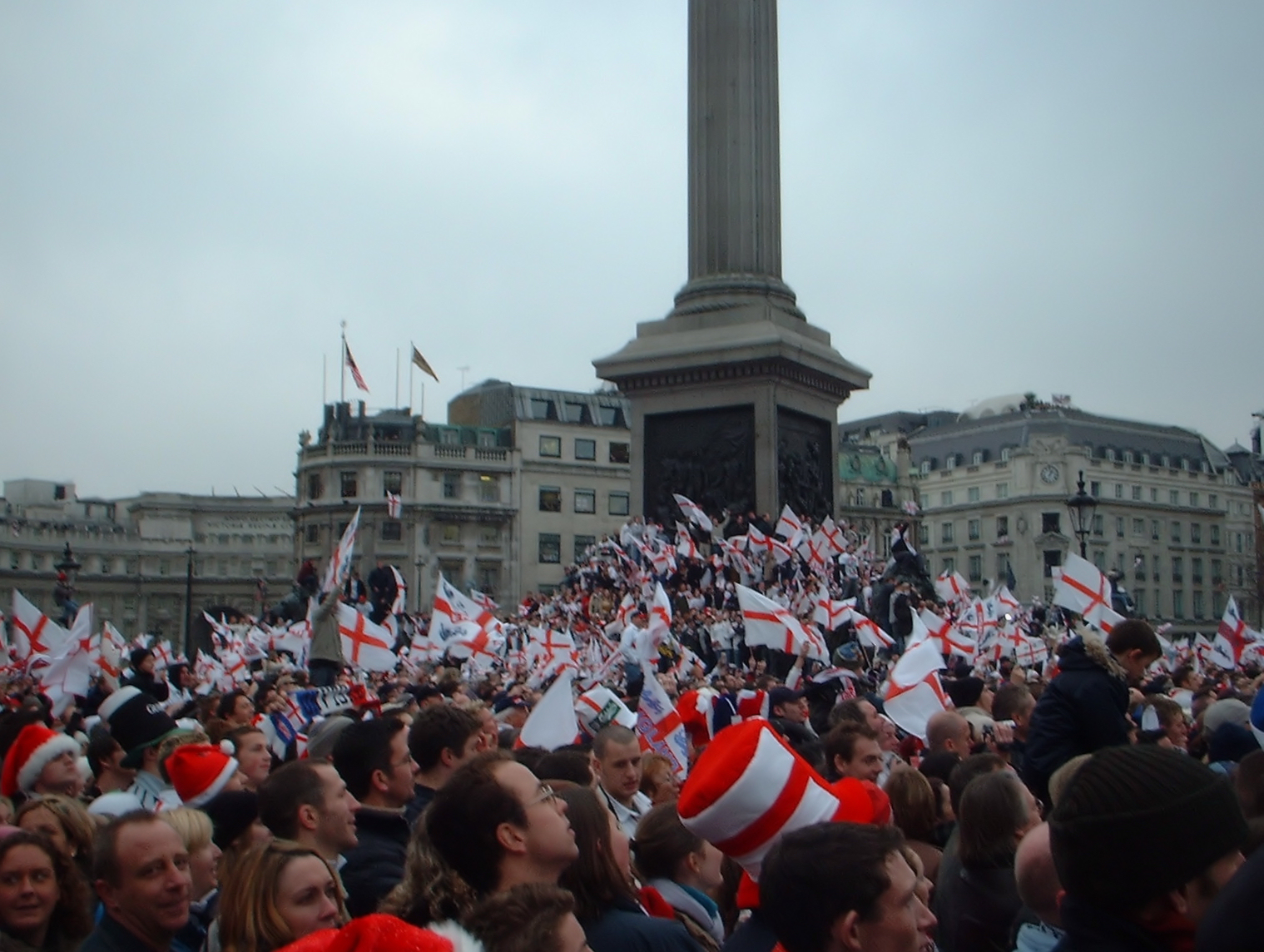
Célébrations à Trafalgar Square après la victoire de l'Angleterre en Coupe du monde.

Après le Tournoi, le XV de la rose effectue une tournée en juin dans l'hémisphère sud. L'équipe affronte d'abord la Nouvelle-Zélande le 14 juin dans de mauvaises conditions climatiques et gagne 15-13. Les Anglais gagnent 25 à 14 contre l'Australie la semaine suivante, remportant un doublé historique.
Au mois d'octobre, l'Angleterre commence la Coupe du monde 2003 à Subiaco Oval et s'impose facilement 84-6 contre la Géorgie. Lors du second match de poule contre les Springboks, Wilkinson marque vingt des vingt-cinq points de l'équipe et Will Greenwood un essai pour une victoire 25 à 6. La troisième rencontre contre les Samoa est remportée difficilement 35-22 ; Phil Vickery est remplaçant (la seule fois) et il entre en jeu, il inscrit un essai. Enfin, l'Angleterre s'impose largement 111-13 dans le dernier match contre l'Uruguay. L'équipe finit à la première place de la poule C et se qualifie pour la suite de la compétition. Lors des quarts de finale, le XV de la Rose défait le pays de Galles au Suncorp Stadium sur le score de 28e 17. En demi-finale, les Anglais retrouvent la France qu'ils battent 24 à 7 avec un Jonny Wilkinson auteur de tous les points de son équipe. Lors de la finale contre l'Australie, alors que les deux équipes sont à égalité 17 partout lors de la prolongation, Wilkinson passe un drop du pied droit à 26 secondes de la fin du temps réglementaire, assurant ainsi la première victoire de l'Angleterre en Coupe du monde,. Bien que certains, comme David Campese, dénoncent un style de jeu anglais « ennuyeux », l'Angleterre et Phil Vickery remportent le trophée majeur, la coupe Webb Ellis.

### Fin de parcours avec Gloucester (2004-2006)
En raison de sa participation à la Coupe du monde, Phil Vickery manque le début de saison de Gloucester. Il ne rejoint le club de l'Angleterre de l'Ouest que le 29 novembre 2003 lors de la onzième journée de la saison 2003-2004 pour une victoire 28-20 contre Northampton. Il dispute le premier match de coupe d'Europe contre Trévise gagné 33-12. Les Anglais remportent cinq des six matchs de poule, ne concédant qu'une défaite à l'extérieur contre le Munster. Ils terminent à la deuxième place du groupe et sont qualifiés pour les quarts de finale pour un duel anglo-anglais contre les London Wasps. Phil Vickery dispute cinq des six matchs. Les London Wasps sont impressionnants en quart de finale contre Gloucester et s'imposent largement 34 à 3. Gloucester termine quatrième du championnat et premier non qualifié pour la phase finale réservée aux trois premiers.
Après la retraite internationale de Martin Johnson, Lawrence Dallaglio est nommé au poste de capitaine de l'équipe anglaise. Celle-ci commence le Tournoi par deux victoires puis elle s'incline à domicile 13-19 contre l'Irlande. C'est la première défaite de Vickery avec le XV de la rose après 15 victoires consécutives. L'Angleterre perd une nouvelle fois 21-24 contre la France qui réussit le Grand Chelem. Phil Vickery joue son dernier match de championnat contre les London Irish le 18 avril 2004. Il se blesse au dos et doit être opéré.

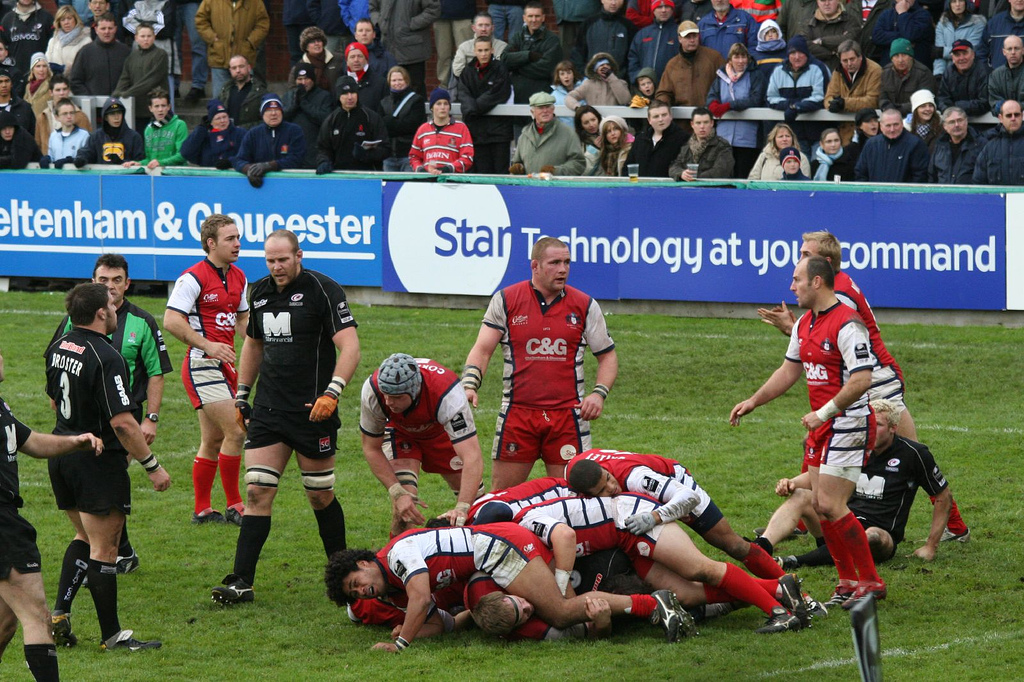
Gloucester-Saracens le 26 novembre 2005. Phil Vickery est plein centre.

Le pilier anglais de Gloucester est sélectionné pour le Tournoi des Six Nations 2005. Pour la première journée, Phil Vickery et ses coéquipiers s'inclinent 11-9 contre l'équipe du pays de Galles. Phil Vickery remplace Graham Rowntree en première ligne à la cinquante-septième minute. Lors du premier match joué à Twickenham, le XV anglais mène 17-6 à la pause avec deux essais d'Olly Barkley et Josh Lewsey avant d'être débordé par la France et son buteur Dimitri Yachvili, auteur de six pénalités, pour une victoire 18-17. Le joueur âgé de 28 ans se fracture le 20 février 2005 le radius de l'avant-bras droit lors de la victoire de Gloucester 17-16 sur Bath, le derby de l'Angleterre de l'Ouest. Il manque la fin du Tournoi et est opéré. Il ne veut pas précipiter son retour et il manque la tournée des Lions britanniques et irlandais 2005 en Nouvelle-Zélande. Il fait sa rentrée avec Gloucester lors d'un match de pré-saison en août 2005 contre Calvisano.
Une nouvelle intervention chirurgicale pour une blessure au dos le prive du Tournoi des Six Nations 2006.
Après une troisième opération du dos, le joueur international annonce en avril 2006 la signature d'un contrat de trois ans avec la formation des London Wasps après avoir joué onze saisons avec le club de Gloucester. Vickery a seulement disputé 13 des 42 derniers matchs de championnat de Gloucester et 3 des 19 dernières rencontres internationales de l'équipe d'Angleterre. Gloucester termine le championnat 2005-2006 à la cinquième place. La saison est toutefois récompensée par un trophée, le Challenge européen 2005-2006 gagné en finale 36-34 contre les London Irish après un parcours de neuf victoires en neuf rencontres. Phil Vickery a disputé trois rencontres européennes, en octobre et en décembre et seulement huit matchs de championnat de septembre à janvier, récoltant deux cartons jaunes.

### Champion d'Europe avec les Wasps et Coupe du monde (2006-2007)

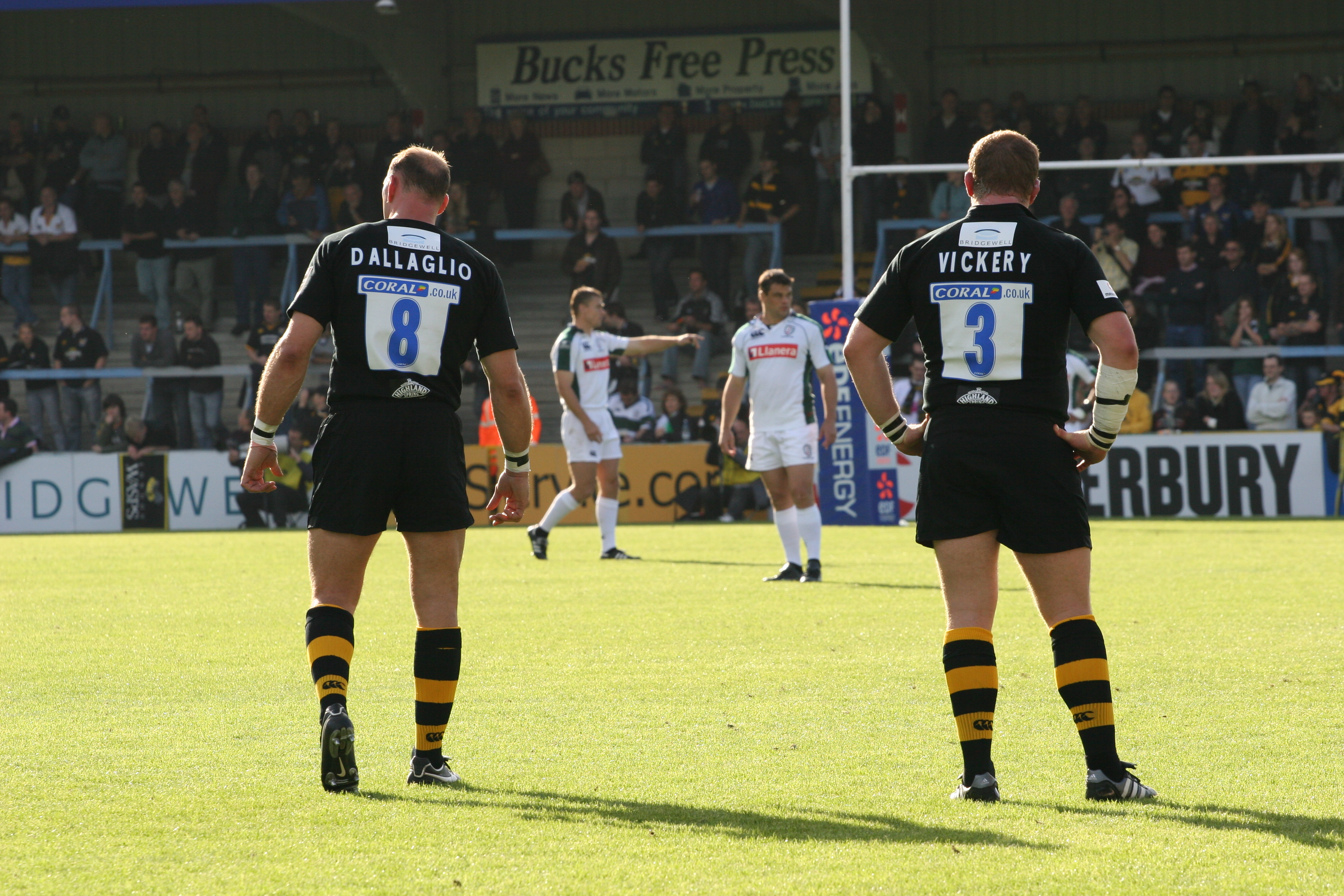
Phil Vickery et son nouveau partenaire Lawrence Dallaglio en 2006.

Pour sa première saison avec les London Wasps, Phil Vickery et ses coéquipiers entament leur campagne européenne au sein d'un groupe constitué de deux clubs français, Castres et Perpignan, et du club italien de Trévise. Avec cinq victoires pour une défaite, ils terminent premiers de la poule et s'offrent un quart de finale à domicile. Phil Vickery dispute les six rencontres comme titulaire. Le club londonien se défait du Leinster 35-13 en quart de finale puis écarte les Northampton Saints 30-13 en demi-finale. Lors de la dernière rencontre, Phil Vickery et ses coéquipiers affrontent les Leicester Tigers le 21 mai 2007 au Stade de Twickenham devant une foule record de 81 076 spectateurs. Les Londoniens marquent deux essais à la suite de deux combinaisons sur lancer en touche et gagnent la rencontre 25-9. Phil Vickery remporte son premier trophée dans la compétition après avoir disputé la demi-finale en 2001. Il a également remporté le challenge européen 2005-2006. En revanche, la même réussite n'est pas présente en championnat puisque les Wasps terminent à la cinquième place ratant d'un rien la qualification pour la phase finale. 

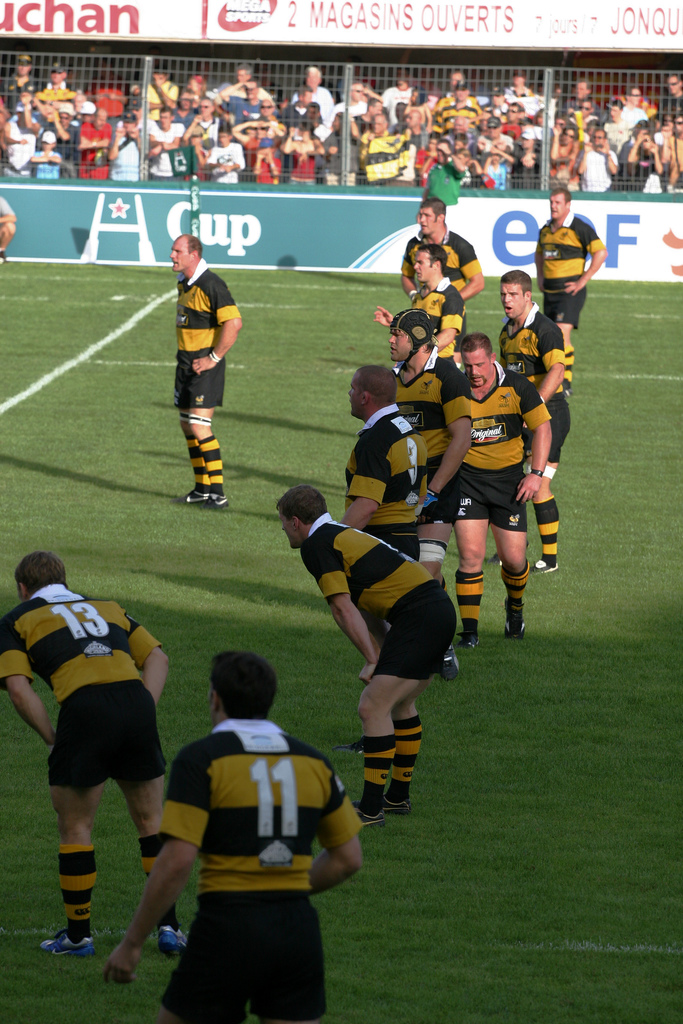
Phil Vickery (n°3 et plein centre) en club avec Lawrence Dallaglio, Simon Shaw et Joe Worsley en 2006.

Brian Ashton est le nouvel entraîneur de l'équipe d'Angleterre de rugby à XV et Phil Vickery est nommé capitaine du XV anglais en remplacement de Martin Corry. Brian Ashton débute par le Tournoi des Six Nations 2007. L'équipe anglaise s'impose contre l'Écosse 42-20. L'Angleterre bat par la suite l'Italie sans convaincre. Le nouveau capitaine ne peut rien faire contre l'Irlande à Croke Park un match perdu 43-13. Le pilier des Wasps est blessé et forfait pour la fin du Tournoi en raison d'une agression d'un pilier de Bristol en championnat,.
Pour son retour dans l'équipe lors du premier match de préparation à la Coupe du monde de rugby à XV 2007, il est titulaire et capitaine pour une large victoire 62-5 de l'Angleterre contre le pays de Galles. Il est remplaçant lors de la rencontre suivante contre la France, avant de revenir sur le terrain lors de la rencontre suivante à Marseille.
Pour le premier match de la Coupe du monde à Lens contre les États-Unis, le capitaine est titulaire et joue soixante-trois minutes. Malgré la victoire 28-10, l'Angleterre ne convainc pas et Phil Vickery est même l'auteur d'un croc-en-jambe sur Paul Emerick, qui lui vaut une citation et deux matchs de suspension. Lors du deuxième match de la poule contre les Sud-Africains, décisif pour l'attribution de la première place, l'Angleterre est humiliée 36 à 0 et vise dorénavant la seconde place du groupe. Le pilier des Wasps participe au dernier match contre les Tonga. Remplaçant, il entre sur le terrain à la 57e minute du match qui voit la victoire des Anglais 36-20 et les qualifie pour le second tour de la compétition. Lors du quart de finale contre l'Australie, le pack anglais met une pression énorme tout le match à son vis-à-vis australien, ce qui empêche les Wallabies de développer du jeu. Phil Vickery est à nouveau capitaine et titulaire et contribue donc à la courte victoire 12 à 10 de son équipe. En demi-finale, le XV de la rose affronte la France et reproduit le même schéma qui lui permet de remporter le match 14-9 et lui ouvre les portes de la finale. Phil Vickery et ses coéquipiers retrouvent l'Afrique du Sud pour le dernier match au Stade de France le 20 octobre 2007. La rencontre est plus serrée que celle disputée lors de la phase de groupes mais les Springboks s'imposent une nouvelle fois sur le score de 15 à 6 et remportent la coupe Webb Ellis.

### Champion d'Angleterre et tournée avec les Lions (2007-2010)

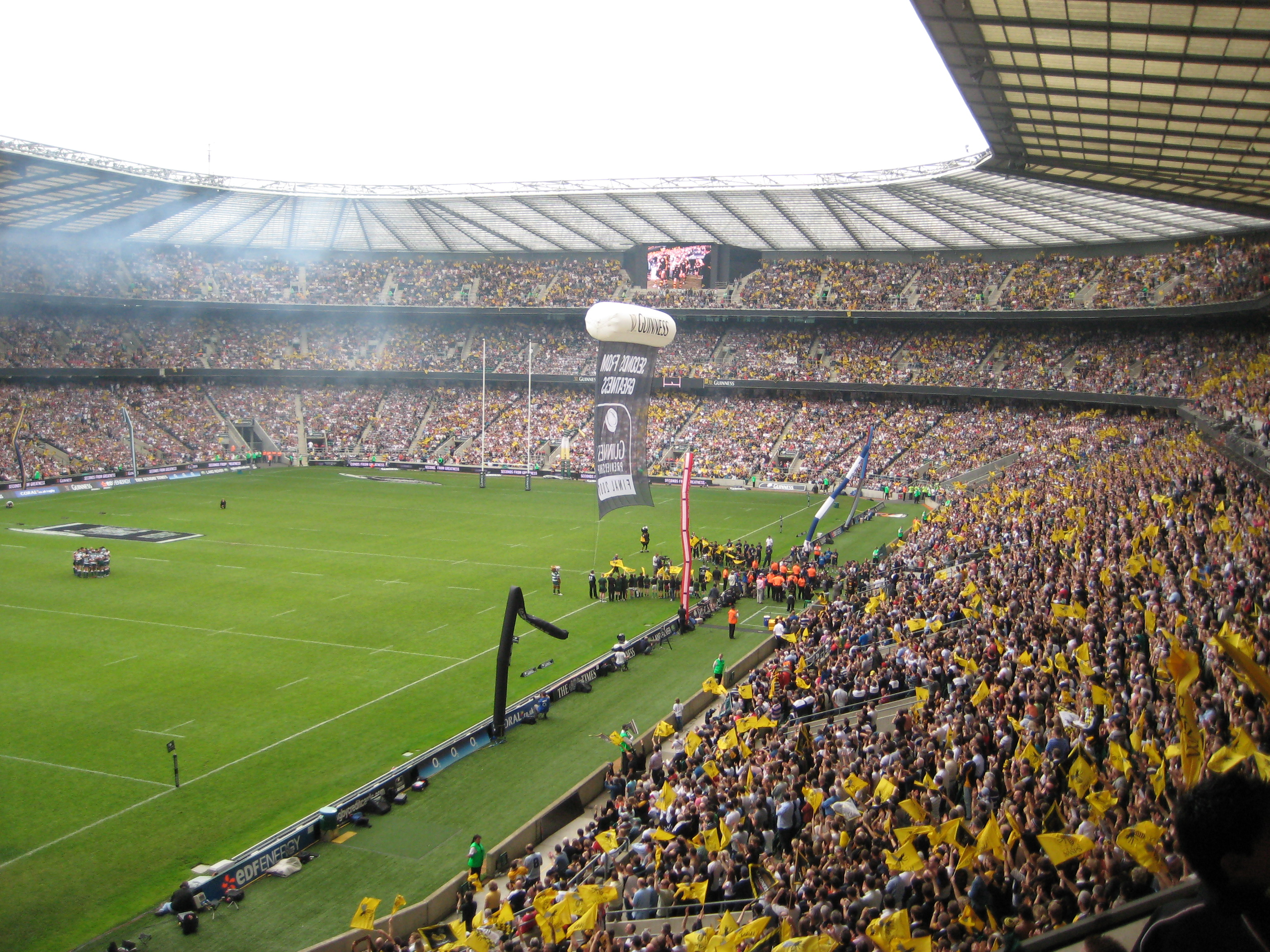
Phil Vickery et ses coéquipiers remportent la finale du championnat 2008 26-16 à Twickenham.

En raison de sa participation à la Coupe du monde, Phil Vickery manque le début de saison des Wasps, tout comme les nombreux internationaux du club qui, privé de tous ces joueurs retenus en sélection, fait un début de championnat moyen. Le club londonien est seulement dixième du classement à la fin du mois d'octobre. Vickery fait son retour dans l'équipe le 1er décembre 2007 pour le match contre Newcastle en Coupe. Puis, il retrouve la coupe d'Europe où les Wasps sont dans une poule difficile avec le Munster, l'ASM Clermont et les Llanelli Scarlets comme adversaires. Le pilier anglais est coupable d'une brutalité lors du match contre les Clermontois, et il est suspendu deux semaines alors qu'il n'a joué que deux matchs pour son équipe. Lors du match contre les Gallois de Llanelli, il inscrit un essai. Lors du dernier match de poule contre la province irlandaise du Munster, décisif pour la qualification, les Londoniens perdent 19-3 et sont éliminés alors que l'ASM s'impose 41-0 à l'extérieur.
Le capitaine Phil Vickey mène à nouveau ses troupes pour le Tournoi des Six Nations 2008. Les Anglais dominent la première mi-temps du match contre les Gallois marquant leur seul essai du match par Toby Flood. La seconde mi-temps voit les Gallois prendre le match en main en marquant deux essais en deux minutes par Lee Byrne et Mike Phillips. Les deux transformations réussies par James Hook permettent alors aux Gallois de s'imposer par 26 à 19. C'est la première victoire des Gallois à Twickenham depuis 1988. Phil Vickery déclare forfait pour le deuxième match sur blessure. Deux semaines plus tard, au Stade de France, le XV de la Rose sauve l'honneur en s'offrant la victoire face au XV de France sur le score de 13-24. À Murrayfield, dans un match sans essai, les Anglais sont dominés par les Écossais qui remportent à domicile leur seule victoire de l'édition 2008. Cette défaite remet en cause la présence du technicien Brian Ashton à la tête de l'équipe, celle de Phil Vickery comme capitaine et même celle de Wilkinson comme titulaire,. Le demi d'ouverture vedette est écarté pour le match contre l'Irlande au profit de Danny Cipriani. Le XV de la Rose s'impose 33-10, les deux entraîneurs sont remis en cause, Eddie O'Sullivan côté irlandais et Brian Ashton pour les Anglais. Finalement, Martin Johnson devient manager général de l'équipe d'Angleterre le 16 avril 2008 en remplacement d'Ashton par un vote à l'unanimité du comité directeur de la fédération. Phil Vickery perd le capitanat.

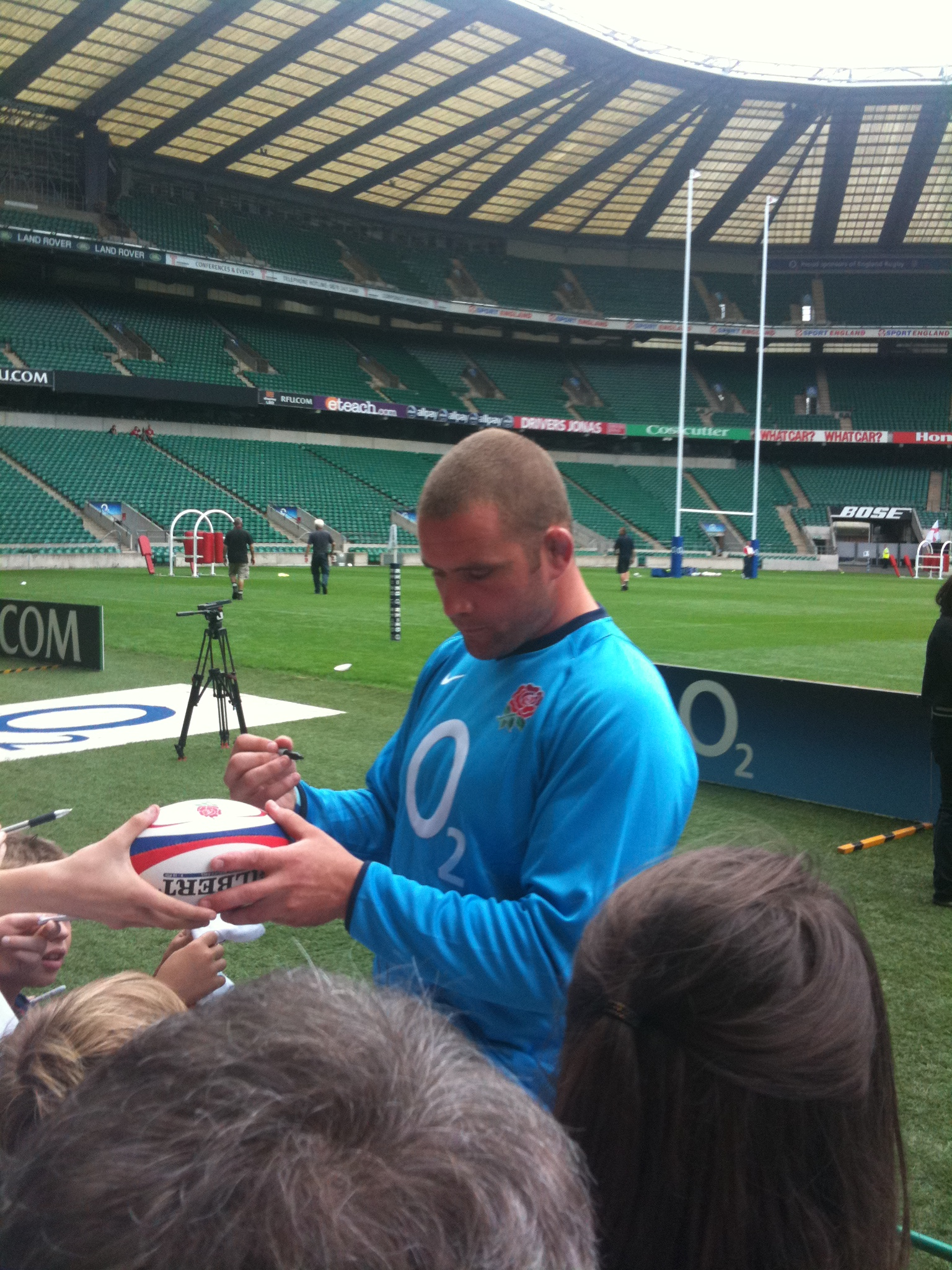
Phil Vickery à l'entraînement de l'équipe d'Angleterre à Twickenham en août 2009.

Les Wasps redressent la barre en championnat et terminent deuxièmes de la phase régulière. En phase finale, le club londonien rencontre Bath en demi-finale et s'impose 21 à 10. Les Leicester Tigers sont l'adversaire de la finale disputée le 31 mai 2008 au stade de Twickenham. Les coéquipiers de Dallaglio fêtent la fin de carrière de leur joueur emblématique en s'imposant 26 à 16 et en lui offrant le dernier titre de sa carrière.
Phil Vickery joue les tests d'automne avec le XV d'Angleterre. Le pilier des Wasps est à nouveau sélectionné pour participer au Tournoi des Six Nations 2009. Pour le match d'ouverture contre l'Italie, l'Angleterre l'emporte 36-11. Lors de la rencontre contre le pays de Galles, l'Angleterre s'incline 23 à 15. Phil Vickery est pénalisé pour une faute dans une mêlée ouverte et pour avoir écroulé une mêlée ordonnée coûtant six points au pied à son équipe. L'Angleterre a également deux joueurs avertis. L'Angleterre subit une nouvelle défaite contre les Irlandais sur le score de 14 à 13 et l'indiscipline anglaise pénalise l'équipe et rend furieux l'entraîneur. Phil Vickery est averti et exclus dix minutes à la cinquante-cinquième minute pour avoir empêché les Irlandais de jouer rapidement une pénalité. Les joueurs sont critiqués et motivés pour accueillir les « Bleus ». La sélection remporte le match contre la France 34-10 après avoir mené 29-0, le match contre l'Écosse 26-12 et termine à la seconde place derrière l'Irlande qui réalise le Grand Chelem.
Lors de la première phase du championnat 2008-2009, les London Wasps concèdent onze défaites pour autant de victoires et termine à la septième place, privés de phase finale et de grande Coupe d'Europe en 2009-2010.
Le pilier anglais des Wasps est sélectionné pour la tournée des Lions britanniques et irlandais 2009 en juin en Afrique du Sud. Les Lions perdent le premier test contre les Sud-Africains 26 à 21 le 20 juin 2009. La responsabilité de Phil Vickery est engagée, il est sévèrement pénalisé par l'arbitre Bryce Lawrence dans son duel en mêlée fermée avec Tendai Mtawarira. Son honneur est sauf après le troisième test match remporté sur le score de 28-9.
Une blessure au cou contractée le 11 octobre 2009 avec son club les London Wasps contre le Racing Métro 92 lors de la victoire 18-13 en Challenge européen l'oblige à une intervention chirurgicale et à une longue absence, qui le prive du Tournoi des Six Nations 2010. Son retour est attendu en avril pour les dernières échéances de la saison. Il rejoue vingt-six minutes lors du match de championnat remporté 24-20 le 17 avril 2010 avec son club les London Wasps contre les Worcester Warriors, davantage contre Bath dans une rencontre décisive. Bath s'impose 35-19 devant 60 000 spectateurs et s'empare de la quatrième place, dernier sésame pour la phase finale. Le dernier challenge est le Challenge européen 2009-2010, les London Wasps affrontent en demi-finales les Cardiff Blues, ils s'inclinent 15-18. C'est la première fois que les clubs anglais sont absents des deux finales. Phil Vickery a joué le match entier mais n'a rien pu faire contre les assauts des coéquipiers de Xavier Rush. Et lors du dernier match de championnat, si Phil Vickery et ses partenaires l'emportent 25-21 à Newcastle, ils terminent cinquièmes, privés de phase finale.

## Palmarès

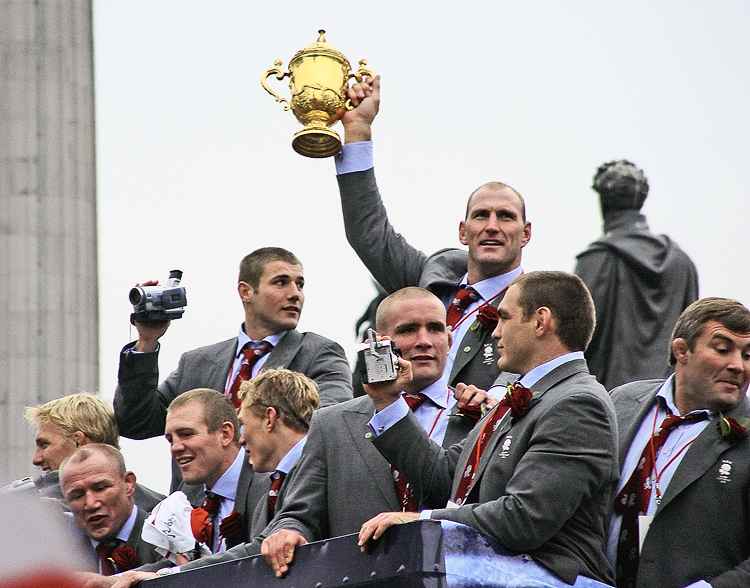
Triomphe pour les Anglais champions du monde en 2003.

Le titre de Champion du monde 2003 reste l'exploit le plus retentissant de la carrière de Phil Vickery.

### En club
En dix saisons passées avec Gloucester, Phil Vickery joue chaque année la coupe d'Europe ou le challenge européen et sur le plan national, il dispute le championnat d'Angleterre. Il remporte le championnat d'Angleterre 2001-2002, la coupe d'Angleterre 2003 et le challenge européen 2005-2006. Avec les London Wasps qu'il rejoint en 2006, il évolue également au plus haut niveau et il conquiert le championnat d'Angleterre 2007-2008, la coupe d'Europe 2006-2007.

### En équipe nationale
Le joueur natif de Barnstaple participe à trois coupes du monde, avec un titre de champion du monde 2003, une place de finaliste en 2007 et une place de quart de finaliste en 1999. Il remporte également deux Tournois en 2000 et 2001.

#### Coupe du monde
| Édition          | Rang                   | Résultats Angleterre | Résultats P. Vickery | Matchs P. Vickery |
| ---------------- | ---------------------- | -------------------- | -------------------- | ----------------- |
| Royaume-Uni 1999 | Quart de finaliste     | 3 v, 0 n, 2 d        | 2 v, 0 n, 2 d        | 4/5               |
| Australie 2003   | Champion du monde      | 7 v, 0 n, 0 d        | 7 v, 0 n, 0 d        | 7/7               |
| France 2007      | Vice-champion du monde | 5 v, 0 n, 2 d        | 4 v, 0 n, 1 d        | 5/7               |

Légende : v = victoire ; n = match nul ; d = défaite.

#### Tournoi
| Édition           | Rang | Résultats Angleterre | Résultats P. Vickery | Matchs P. Vickery |
| ----------------- | ---- | -------------------- | -------------------- | ----------------- |
| Cinq Nations 1998 | 2    | 3 v, 0 n, 1 d        | 1 v, 0 n, 0 d        | 1/4               |
| Six Nations 2000  | 1    | 4 v, 0 n, 1 d        | 3 v, 0 n, 1 d        | 4/5               |
| Six Nations 2001  | 1    | 4 v, 0 n, 1 d        | 3 v, 0 n, 0 d        | 3/5               |
| Six Nations 2002  | 2    | 4 v, 0 n, 1 d        | 1 v, 0 n, 1 d        | 2/5               |
| Six Nations 2004  | 3    | 3 v, 0 n, 2 d        | 3 v, 0 n, 2 d        | 5/5               |
| Six Nations 2005  | 4    | 2 v, 0 n, 3 d        | 0 v, 0 n, 2 d        | 2/5               |
| Six Nations 2007  | 3    | 3 v, 0 n, 2 d        | 2 v, 0 n, 1 d        | 3/5               |
| Six Nations 2008  | 2    | 3 v, 0 n, 2 d        | 2 v, 0 n, 2 d        | 4/5               |
| Six Nations 2009  | 2    | 3 v, 0 n, 2 d        | 3 v, 0 n, 2 d        | 5/5               |

Légende : v = victoire ; n = match nul ; d = défaite ; la ligne est en gras quand il y a Grand Chelem.

## Statistiques

### En club
Au cours de sa carrière en club, Phil Vickery dispute 198 matchs et marque 5 essais. Il participe notamment à 41 matchs de coupe d'Europe et 19 rencontres de challenge européen au cours desquels il marque un seul essai.

### En équipe nationale
En douze années, Phil Vickery dispute 73 matchs avec l'équipe d'Angleterre au cours desquels il marque deux essais et dix points. Il participe notamment à neuf Tournois des cinq/Six Nations (29 matchs) et à trois coupes du monde (1999, 2003 et 2007) pour un total de seize rencontres disputées en trois participations,.

### Avec les Lions britanniques
Phil Vickery participe à deux tournées des Lions britanniques en 2001 et 2009 au cours desquelles il dispute treize matchs. Il dispute notamment cinq test matchs : trois contre l'Australie en 2001 et deux contre l'Afrique du Sud en 2009.

## Carrière extra-sportive et honneurs

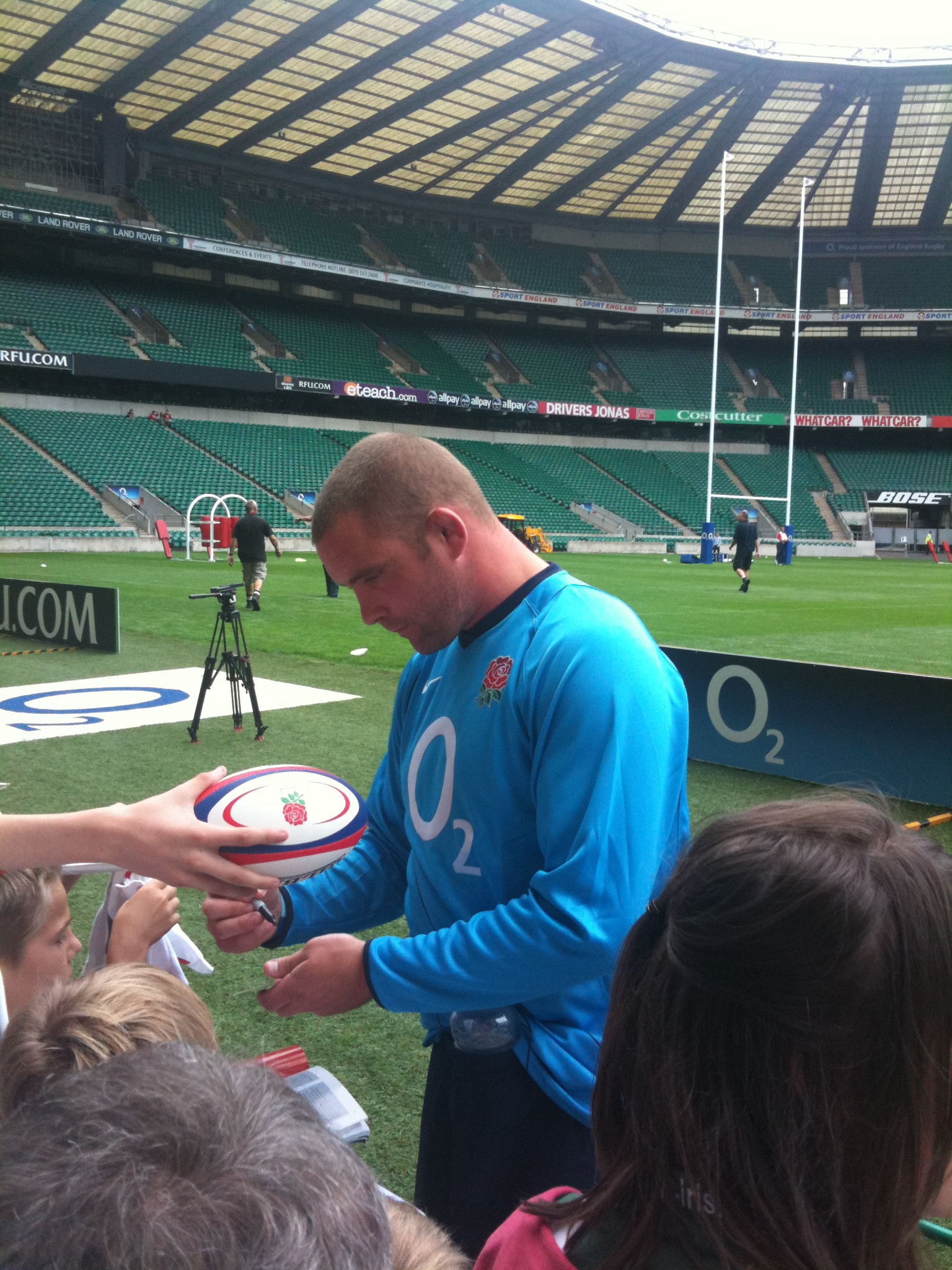
Séance d'autographes

La professionnalisation du rugby à XV démarre en 1995 avec Jonah Lomu en fer de lance. Elle se poursuit et s'accentue dans les années 2000. Les sportifs voient alors leur statut évoluer et le monde du rugby à XV bascule vers un business de plus en plus important. La campagne mondiale victorieuse de 2003 associée à un statut de joueur connu dans la « planète Ovalie », lui permet de négocier son contrat à la hausse pour une valeur de quatre cent mille livres avec un agent Ashley Woolfe avec lequel il multiplie les opérations publicitaires pour des entreprises privées ou publiques comme la marque de bière et brasserie irlandaise, Guinness.
En parallèle à ces contrats publicitaires, le joueur Phil Vickery tente également de profiter de sa popularité en lançant sa propre marque de vêtements, Raging Bull,.
En 2011 il participe aussi à l'édition britannique de MasterChef dédiée aux célébrités, qu'il remporte après avoir battu Kirsty Wark et Nick Pickard en finale.
Avec une carrière internationale brillante, Phil Vickery a reçu des marques de reconnaissance. Il est nommé membre de l'ordre de l'Empire britannique en 2004 pour avoir gagné la Coupe du monde avec l'équipe d'Angleterre.